# Диаграмма направленности
Диаграмма направленности (антенны) — графическое представление зависимости коэффициента усиления антенны или коэффициента направленного действия антенны от направления антенны в заданной плоскости. Также термин «диаграмма направленности» применим к другим устройствам, излучающим сигнал различной природы, например акустическим системам. Диаграмма направленности антенны определяет также положение и размер слепой зоны антенны.

## Основные положения
При рассмотрении излучения антенны в дальней зоне саму антенну можно считать точечной и принять за центр сферической системы координат ({\displaystyle r}, {\displaystyle \theta }, {\displaystyle \phi }). Электрическая компонента электромагнитной волны, излучаемой антенной, в дальней зоне может быть представлена в комплексном виде как произведение комплексной амплитуды электрического поля, вектора поляризации и фазового множителя:
{\displaystyle {\stackrel {\circ }{\vec {E}}}={\stackrel {\circ }{E}}_{m}\cdot {\vec {p}}\cdot \exp(-i\Delta \Phi +i\omega t)},
где {\displaystyle \Delta \Phi } — сдвиг фазы по сравнению с фазой при {\displaystyle \theta =\phi =0}, {\displaystyle \omega } — частота сигнала, {\displaystyle t} — время. В дальней зоне {\displaystyle \Delta \Phi } и {\displaystyle {\vec {p}}} зависят только от углов ({\displaystyle \theta }, {\displaystyle \phi }), а {\displaystyle {\stackrel {\circ }{E}}_{m}}, помимо углов, еще и от {\displaystyle r}, при этом модуль {\displaystyle |{\stackrel {\circ }{E}}_{m}|} пропорционален {\displaystyle r^{-1}}. С магнитной компонентой {\displaystyle {\vec {H}}} всё аналогично, а средняя плотность потока энергии (вектор Пойнтинга) по величине обратно пропорциональна квадрату расстояния {\displaystyle r^{-2}}.
Диаграмма направленности (ДН) представляет собой нормированную на максимальное значение зависимость среднего вектора Пойнтинга 
{\displaystyle f(\theta ,\phi )=|<{\vec {E}}\times {\vec {H}}>|}
от угловых координат {\displaystyle \theta } и {\displaystyle \phi } точки наблюдения. Такая величина пропорциональна квадрату амплитуды поля {\displaystyle |{\stackrel {\circ }{E}}_{m}|^{2}(\theta ,\phi )}. Она часто обозначается как 
{\displaystyle F(\theta ,\phi )={\frac {f(\theta ,\phi )}{f_{{\rm {max}},\theta ,\phi }}}};
очевидно, что {\displaystyle 0\leq F(\theta ,\phi )\leq 1}. Собственно картинка диаграммы может быть построена средствами трёхмерной или двумерной графики. С учётом того, что за основу диаграммы берётся величина вектора Пойнтинга, ДН может называться распределением «по мощности» («по энергии»).

## Стандартные виды ДН
По форме диаграммы направленности антенны подразделяются на узконаправленные и широконаправленные. 
Узконаправленные антенны имеют один ярко выраженный максимум, который называют основным лепестком, и побочные максимумы (обычно имеющие отрицательное влияние), амплитуду которых стремятся уменьшить. Узконаправленные антенны применяют для концентрации мощности радиоизлучения в одном направлении для увеличения дальности действия радиоаппаратуры, а также для повышения точности угловых измерений в радиолокации. 
Широконаправленные антенны имеют хотя бы в одной плоскости диаграмму направленности, которую стремятся приблизить к круговой. Они находят применение, например, в телерадиовещании. Часто лепестки диаграммы направленности называют лучами антенны.

## Характеристики
ДН характеризуется шириной {\displaystyle \Theta _{A}} её основного лепестка (главного луча) на уровне 0,5 от максимального значения по мощности и коэффициентом усиления {\displaystyle G}, которые связаны соотношениями
{\displaystyle G={\frac {4\pi S_{A}}{\lambda ^{2}}}}, {\displaystyle S_{A}={\frac {\pi d_{A}^{2}}{4}}}, {\displaystyle \Theta _{A}={\frac {\lambda }{d_{A}}}},
где {\displaystyle S_{A}}, {\displaystyle d_{A}} — эффективная площадь и протяженность апертуры антенны, {\displaystyle \lambda } — длина волны.
ДН обычно описываются не только в плоскости, но и в трехмерном отображении. Для упрощения их рассмотрения, принимают две проекции ДН:
- горизонтальную (азимутальная);
- вертикальную (по углу места).

При совместном рассмотрении проекций проясняется более полная картина самой ДН и, как подтверждает практика, по этим данным можно судить об эффективности антенны применительно к решению конкретной задачи.
Диаграмма направленности любой антенны обладает свойством взаимности, то есть имеет аналогичные характеристики на передачу и приём в одном и том же диапазоне длин волн.

## Специальные типы ДН
Помимо наиболее распространённых ДН — «по мощности» — существуют амплитудные, фазовые {\displaystyle \Delta \Phi (\theta ,\phi )} и поляризационные {\displaystyle {\vec {p}}(\theta ,\phi )} ДН.
В частности, амплитудная ДН антенны по полю представляет собой зависимость модуля комплексной амплитуды {\displaystyle |{\stackrel {\circ }{E}}_{m}|} вектора напряженности {\displaystyle {\vec {E}}} электрической компоненты электромагнитного поля от угловых координат {\displaystyle \theta } и {\displaystyle \phi } в горизонтальной и вертикальной плоскости, то есть зависимость {\displaystyle |{\stackrel {\circ }{E}}_{m}|(\theta ,\phi )}.
Также можно определить ДН как комплексную величину. В этом случае ДН есть
{\displaystyle {\stackrel {\circ }{F}}\left(\theta ,\phi \right)={\frac {{\stackrel {\circ }{E}}_{m}\left(\theta ,\phi \right)}{\max _{\theta ,\phi }\left[\left|{\stackrel {\circ }{E}}_{m}(\theta ,\phi )\right|\right]}}},
где {\displaystyle {\stackrel {\circ }{E}}_{m}} — комплексная амплитуда вектора в точке дальней зоны.

## Измерение ДН
Исследование ДН небольших антенн производят в безэховых камерах. Для больших антенн, не помещающихся в камеру, используют их уменьшенные модели; длину волны излучения также уменьшают в соответствующее число раз.
В случае построения диаграммы направленности для радиотелескопов выбирается яркий точечный источник на небе (зачастую — Солнце). Далее проводится серия наблюдений под разными углами, позволяющая построить распределение интенсивности в зависимости от направления, то есть искомую диаграмму направленности.
ДН обычно измеряют в горизонтальной или вертикальной плоскостях, для облучателей — в плоскостях {\displaystyle {\vec {E}}} или {\displaystyle {\vec {H}}}.

## Формирование ДН
ДН антенны определяется амплитудно-фазовым распределением компонент электромагнитного поля в апертуре антенны — условной расчётной плоскости, связанной с её конструкцией. Разработка антенны с требуемой ДН сводится, таким образом, к задаче обеспечения нужной картины электромагнитного поля в плоскости апертуры. Имеются фундаментальные ограничения, связывающие обратной зависимостью ширину луча и относительный размер антенны, то есть размер, делённый на длину волны. Поэтому узкие лучи требуют антенн больших размеров или применения более коротких волн. С другой стороны, максимальное сужение луча при заданном размере антенны ведёт к возрастанию уровня боковых лепестков. Поэтому в данном моменте приходится идти на приемлемый компромисс.
Формирование ДН может осуществляться аналоговым либо цифровым способом. 
Цифровой метод применяется в цифровых антенных решётках. Цифровое диаграммообразование подразумевает под собой цифровой синтез диаграммы направленности в режиме приёма, а также формирование заданного распределения электромагнитного поля в раскрыве антенной решётки в режиме передачи.
Наибольшее распространение получило выполнение цифрового диаграммообразования (англ. digital beamforming) на основе операции быстрого преобразования Фурье, позволяющего формировать ортогональную систему так называемых вторичных пространственных каналов, в которой максимум диаграммы направленности одного канала совпадает с нулями остальных.